# Arrondissement de Lippe
L'arrondissement de Lippe, en allemand Kreis Lippe, est une division administrative allemande, située dans la province de Westphalie-Lippe dans le land Rhénanie-du-Nord-Westphalie. Le chef-lieu du district est Detmold.
L'arrondissement s'inscrit dans la tradition de l'ancien Land de Lippe, qui a rejoint la Rhénanie du Nord-Westphalie en 1947 et qui constitue depuis lors (avec le nord de la Rhénanie et la Westphalie) la troisième partie du Land. Cette position est symbolisée par la rose de Lippe dans les armoiries de la Rhénanie-du-Nord-Westphalie. Le nom du district provient de la maison régnante jusqu'en 1918, dont le siège se trouvait sur la rivière Lippe, qui ne touche toutefois pas le territoire du district.

## Situation géographique
L'arrondissement est situé à l'extrême est du Land de Rhénanie-du-Nord-Westphalie entre la montagne du Teutoburger Wald et la rivière de Weser.
Il a des limites avec les arrondissements de Schaumburg et de Hamelin-Pyrmont (Basse-Saxe) à l'est, de Höxter et Paderborn au sud, de Gütersloh et du ville-arrondissement Bielefeld à l'est, et les arrondissements de Herford et Minden-Lübbecke au nord.

## Histoire
L'arrondissement s'inscrit dans la tradition de l'ancien territoire du Saint Empire romain germanique et de l'État fédéral allemand de la Lippe. Les seigneurs de la Lippe, mentionnés pour la première fois dans un document du XIIe siècle, y ont établi leur domaine, ont été élevés au rang de comtes d'Empire en 1529 et de princes d'Empire en 1789. En 1815, la Lippe adhéra à la Confédération allemande et fut un État membre de l'Empire allemand de 1871 à 1918, avant d'être un État libre.
Depuis 1932, les unités administratives étaient les districts de Detmold et de Lemgo, auxquels furent rattachées en 1934 les villes de Detmold et de Lemgo, auparavant exemptes de district.
Le 21 janvier 1947, l'Etat libre de Lippe a été unifié avec le Land de Rhénanie-du-Nord-Westphalie par l'ordonnance militaire n° 77 des forces d'occupation britanniques. Le 1er avril 1947, le nouveau Regierungsbezirk Minden-Lippe, dont le siège est à Detmold, est formé à partir du Regierungsbezirk de Minden et Lippe en Westphalie (à partir du 2 juin 1947, le Regierungsbezirk de Detmold). En 1949, les lois adoptées par le Landtag de Rhénanie-du-Nord-Westphalie le 5 novembre 1948 - basées sur les "Lippische Punktationen" - réglant l'union du Land de Lippe avec le Land de Rhénanie-du-Nord-Westphalie sont entrées en vigueur, à la suite de quoi le Landesverband Lippe a été créé. Les communes de Lipperode et Cappel ont été rattachées au district de Lippstadt.
En 1969 et 1970, un nouveau découpage des communes a eu lieu dans les arrondissements de Lemgo (le 1er janvier 1969 par la loi de Lemgo) et de Detmold (le 1er janvier 1970 par la loi de Detmold). Les 168 villes et communes indépendantes de la région de Lippe ont été transformées en 16 villes et communes. La ville de Lügde et les communes de Harzberg et de Kempen-Feldrom ont été rattachées au district de Detmold, l'enclave de Grevenhagen en Lippe à l'arondissement de Höxter. Dans la loi de Bielefeld, les anciens districts de Lemgo et de Detmold ont été fusionnés avec effet au 1er janvier 1973 pour former le district de Lippe dont le siège est à Detmold.
L'étendue territoriale de ce district correspond en grande partie à l'ancienne seigneurie/comté/principauté et pays de la Lippe.

## Communes
L'arrondissement compte 16 communes dont 10 villes

(Données : 30 juin 2004)
1. Augustdorf (9 925)
2. Bad Salzuflen, ville (54 896)
3. Barntrup, ville (9 583)
4. Blomberg, ville (17 270)
5. Detmold, ville (73 820)
6. Dörentrup (8 718)
7. Extertal (12 911)
8. Horn-Bad Meinberg, ville (18 613)
9. Kalletal (15 652)
10. Lage, ville (36 172)
11. Lemgo, ville (42 022)
12. Leopoldshöhe, (16 276)
13. Lügde, ville (11 352)
14. Oerlinghausen, ville (17 429)
15. Schieder-Schwalenberg, ville (9 437)

communes dans l'arrondissement

16. Schlangen (9 085)

## Politique

### Élections du conseil (Kreistag)
|          | Scrutin du 26 sept. 2004 | Scrutin du 26 sept. 2004 | Scrutin du 26 sept. 2004 |
| Parti    | Votes                    | %                        | Sièges                   |
| -------- | ------------------------ | ------------------------ | ------------------------ |
| CDU      | 67 525                   | 40,8                     | 25                       |
| SPD      | 61 229                   | 37,0                     | 22                       |
| Grünen   | 15 765                   | 9,5                      | 6                        |
| FDP      | 10 677                   | 6,5                      | 4                        |
| FWG Lage | 8 857                    | 5,4                      | 3                        |
| d'autres | 1 386                    | 0,8                      | -                        |

## Juridiction
Juridiction ordinaire

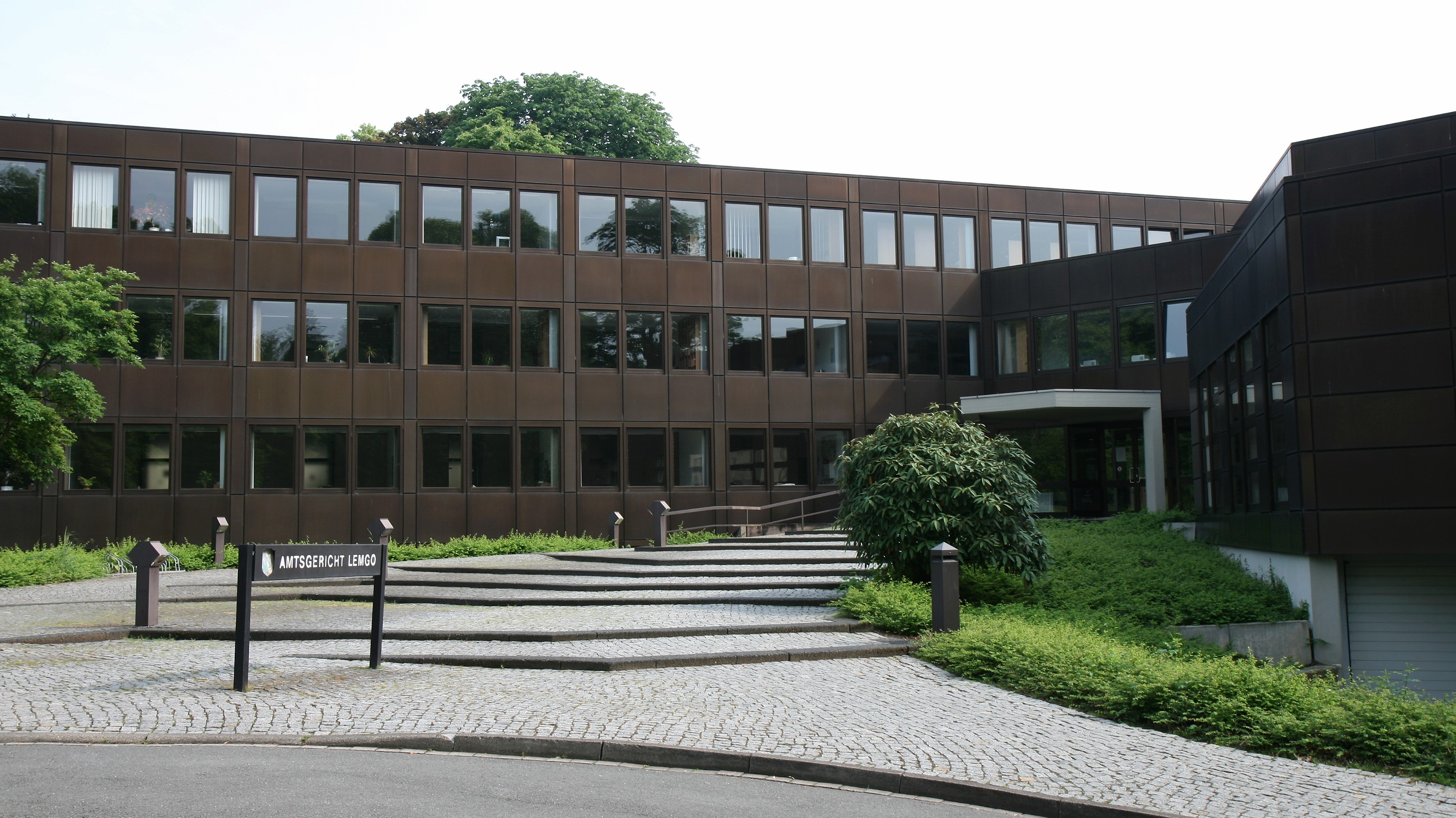
Tribunal cantonal de Lemgo

- Cour d'appel (Oberlandesgericht) de Hamm
  - Tribunal régional (Landgericht) de Detmold
    - Tribunal cantonal (Amtsgericht) de Blomberg : Barntrup, Blomberg, Lüdge, Schieder-Schwalenberg
    - Tribunal cantonal de Detmold : Augustdorf, Detmold, Horn-Bad Meinberg, Lage, Oerlinghausen, Schlangen
    - Tribunal cantonal de Lemgo : Bad Salzuflen, Dörentrup, Extertal, Kalletal, Lemgo, Leopoldshöhe

Juridiction spéciale
- Tribunal supérieur du travail (Landesarbeitsgericht) de Hamm
  - Tribunal du travail (Arbeitsgericht) de Detmold
- Tribunal administratif supérieur (Oberverwaltungsgericht) de Münster
  - Tribunal administratif (Verwaltungsgericht) de Minden
- Tribunal des affaires de Sécurité sociale (Sozialgericht) de Detmold

## Notices et références
1. ↑  Destatis
2. ↑  LDS NRW